# Siège de Talbiseh
Guerre civile syrienne
Batailles
Le siège de Talbiseh est un évènement de la guerre civile syrienne qui commence le 28 mai et se termine par la fin des protestations dans la ville le 4 juin 2011. Talbiseh se situe dans le gouvernorat de Homs et le siège de la ville se fait au même moment que le siège de Rastane. Durant l'opération l'armée rencontra une opposition armée.

## Contexte
Mi-avril 2011, la ville est secouée par des manifestations d'opposants au régime du président Bachar el-Assad. Afin de mettre fin à ces manifestations l'armée déploie une centaine de chars ainsi que des transports de troupe autour de la ville, commençant le siège le 28 mai 2011.

## Déroulement
Le samedi 28 mai 2011, l'armée entre dans Talbiseh après plusieurs jours de manifestations contre le gouvernement. L'opposition dénonce un bombardement contre la ville ainsi que de nombreuses arrestations dans les habitations des opposants, l'opération a débuté après que les communications, l'eau et l'électricité ont été coupées dans la ville. Le dimanche 29 mai, un obus tombe sur un car scolaire transportant des enfants.
Le 30 mai des combats sont signalés dans la ville entre résidents et soldats tandis que la ville est bombardée par l'artillerie et que des snipers sont déployés sur le toit des mosquées. La ville sera ensuite quadrillée par l'armée, qui en reprendra le contrôle.